# Ansegisel
Ansegisel vagy Ansgise (602/612 – 662/679 között) befolyásos frank nemes, a Karoling-család egyik őse. III. Sigebert austrasiai király (634-656) udvari embere mint herceg (latinul dux, katonai jellegű vezető).

## Élete
Apja Szent Arnulf metzi püspök, anyja feltehetően Doda.
Életéről kevés információ maradt fenn, de azt lehet tudni, hogy III. Sigebert király szolgálatába áll mint "dux" (katonai jellegű cím) és domesticus. Felesége Begga (613 - 693), Landeni Pipin majordomus lánya. Házasságukkal a Karolingok őseinek két családja, a Pipinidák és az Arnulfingok egyesültek. Amikor 633 körül I. Dagobert király kénytelen volt csecsemő fiát, III. Sigebertet austrasiai királynak kinevezni, akkor Ansegisel lett a király egyik tanácsadója és támogatója. Sigebert és az őt követő II. Childerich alatt akkora tekintélynek örvendett, hogy időnként Austrasia hercegének is nevezték.
662-ben egy bizonyos Gundoen gyilkolta meg. 

## Családja és leszármazottai
Felesége 643-tól Begga, Landeni Pipin majordomus lánya. Ansegisel halála után Begga bevonult az édesanyja által alapított nivelles-i kolostorba. 691-ben Namur közelében néhány nivelles-i apácával közösen megalapította az andenne-i kolostort. Itt hunyt el 693-ban.
Két gyermekük született:
- - Pipin (645 - 714. december 16., Jupille, Liège közelében)[7] A 687 júniusában Tertry mellett vívott csatában legyőzte ellenfeleit és 688-tól Austrasia majordomusa II. vagy Herstali Pipin néven.
  - Chrothechildis vagy Rotilde (? - 692 után). Feltehetően I. Theuderich neustriai király felesége volt.,[8] mindenesetre neve szerepel Theuderich utódának, Clovisnak a családfájában.[9] A király sírfeliratán egy másik név, Doda szerepel, amely feltehetően azonos személyre utalt.[10]